# Wilhelm Voß (General, 1907)
Wilhelm Voß (* 6. August 1907 in Hohenwestedt; † 14. April 1996 in Hermannsburg) war ein deutscher Brigadegeneral des Heeres der Bundeswehr.

## Leben
Voß wurde als Sohn eines Kaufmanns geboren, der im Ersten Weltkrieg fiel. Er trat 1926 in die Landespolizei Hamburg ein und wurde 1931 Polizeileutnant. Im November 1934 wurde er in die Wehrmacht übernommen. Von Juli 1940 bis März 1942 war als Zweiter Generalstabsoffizier (Ib) im Stab der 5. Panzerdivision; anschließend war er von März 1942 bis Dezember 1942 im Stab des XXXX. Panzerkorps. Im Dezember 1942 wechselte er als Erster Generalstabsoffizier (Ia) in den Stab der 3. Panzerdivision, wo er bis Mai 1944 tätig war. Am 1. März 1943 wurde Voß zum Oberstleutnant befördert. Im November 1944 wurde er Kommandeur des Panzer-Regiments 21 der 20. Panzer-Division, bei welchem er im Januar 1945 schwer verwundet wurde. Bis 1947 war er in US-amerikanischer Kriegsgefangenschaft.
In der Nachkriegszeit war Voß landwirtschaftlicher Wirtschafter, leitender Angestellter in der Kommunalverwaltung Bovenau, Bredenbek (1949–1955), Geschäftsführer eines Transportunternehmens in Bredenbek und selbständiger Landwirt.
Voß trat am 2. Mai 1956 als Oberstleutnant in die Bundeswehr ein und war zunächst im Lehrstab A in Sonthofen und danach als S3-Stabsoffizier an der Panzertruppenschule in Munster tätig. 1958/59 war der Oberst Lehrgruppenkommandeur A an der Panzertruppenschule in Munster. Danach war er Brigadekommandeur der Panzerbrigade 18 in Neumünster und im Folgenden 1961/62 war er Kommandeur der Panzerlehrbrigade 9 in Munster. Am 28. Juni 1962 erfolgte die Beförderung zum Brigadegeneral. Von 1. Oktober 1962 bis 30. September 1965 war er stellvertretender General der Pioniertruppe und Inspizient der ABC-Abwehrtruppe im Truppenamt in Köln. Am 30. September 1965 wurde Voß offiziell aus der Bundeswehr verabschiedet.

## Auszeichnungen
- 1944: Deutsches Kreuz in Gold
- 1945: Verwundetenabzeichen in Silber
- Großes Bundesverdienstkreuz (1966)